# Ceraclea submacula
Ceraclea submacula là một loài Trichoptera trong họ Leptoceridae. Chúng phân bố ở miền Tân bắc.